# Moamen Abouelanin
Moamen Mohamed Abouelanin (in arabo مؤمن أبو العينين‎?; Alessandria d'Egitto, 25 giugno 1986) è un ex cestista egiziano.

## Carriera
Con l'Egitto ha disputato i Campionati africani del 2007 e i Campionati mondiali del 2014.